# 이브라힘 뮈테페리카

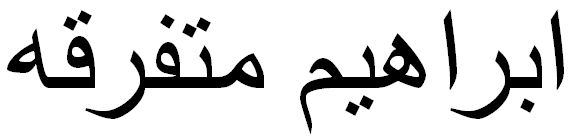

이브라힘 뮈테페리카(튀르키예어: İbrahim Müteferrika, 1674년 - 1745년)는 트란실바니아 태생인 오스만 제국의 박학가로, 인쇄업자 및 출판업자로서 주로 알려져 있으나, 외교관, 문필가, 천문학자, 역사가, 이슬람학자, 이슬람 신학자, 사회학자, 지리학자, 철학자이기도 했다. 인쇄업자로서, 아랍 문자의 가동 활자 인쇄기를 최초로 도입한 것으로 유명하다. 뮈테페리카가 맞춤 서체를 이용해 이스탄불에서 인쇄한 책들은 때로 '터키의 초간본(incunabula)'이라고도 불린다. 뮈테페리카의 박학다식함은 당대에도 유명하여 그 이름에서 오스만 튀르크어 및 튀르키예어에 '뮈테페리카 같은(Müteferrik)'이라는 형용사가 탄생하게 되었는데, 이는 '잡다하게 많은, 다양한'이라는 뜻이다.
뮈테페리카는 현 루마니아의 클루지나포카 지역인 과거의 콜로주바르(Kolozsvár)에서 태어난 헝가리인으로, 처음에는 유니테리언이었으나 후에 이슬람교로 개종하였다. 뮈테페리카가 원래 사용하던 헝가리어식 이름이 무엇이었는지는 알려져 있지 않다.
뮈테페리카가 가동 활자 인쇄를 도입할 수 있었던 것은 1726년 쓴 새 인쇄 기법의 효율성에 대한 보고서 초안을 제국 대재상 네브셰히를리 다마트 이브라힘 파샤(Nevşehirli Damat İbrahim Paşa) 및 대무프티를 비롯한 성직자들에게 제출하고 나서 술탄 아흐메트 3세에게 청을 올린 덕분이었다. 이에 술탄은 뮈테페리카가 새 기술을 비종교적인 출판물의 인쇄에 사용할 수 있도록 허용하였던 것이다(서예가들 및 일부 종교 지도자들의 반발이 있었다). 뮈테페리카의 인쇄소는 1729년 처음으로 책을 출판하였고, 1743년 무렵에는 17종의 작품 23권을 출판하면서 500~1000부의 사본을 발행하고 있었다.
뮈테페리카가 인쇄한 책들은 카티프 첼레비(Katip Çelebi)의 세계 지도 《지한뉘마(Cihannüma)》, 근대적 자기학을 다룬 《자기학 이해(Fuyuzat-ı miknatisiye)》 등을 비롯하여 역사, 과학 분야의 다방면에 걸쳐 있었다. 자신이 출판한 책들에 덧붙인 부록에서 뮈테페리카는 상대적으로 최신의 과학적 지지 혹은 반증 논거를 제시하며, 천문학에 대한 코페르니쿠스적 관점을 심도 깊게 논의하기도 했다. 이런 작업으로 인해 뮈테페리카는 오스만 제국의 독자들에게 지동설을 처음으로 제대로 소개한 사람들 중 하나가 되었다.
뮈테페리카의 이런 계몽적 활동은 50년 이상 쇠퇴기에 접어들어 있던 오스만 제국의 지성인으로서 가졌던 첨예한 문제의식과 직결되는 것이었다. 1731년 그의 글에서는 다음과 같은 언급이 있다. "이슬람 국가에 비해 과거 그리도 약했던 기독교 국가들이 왜 오늘날에는 그리 많은 영토를 지배하고 심지어 한때 승승장구하던 오스만 군대도 물리치는가?" 뮈테페리카는 이러한 상황 인식에 입각하여 1732년 술탄에게 개혁 사상을 담은 저서 《정치를 위한 합리적인 토대》를 헌정하였는데, 이 책에서 뮈테페리카는 오스만이 점차 뒤처지고 있는 제도적, 문화적 이유를 설명하기 위해 네덜란드의 의원 내각제, 북아메리카와 동아시아 지역에서의 기독교 세력 팽창 등을 언급하면서 오스만이 구태의연한 샤리아를 따르는 동안 유럽은 '이성으로 창조된 법과 규칙'을 따르고 있다고까지 언급하였다. 뿐만 아니라 '유럽의 … 전략, 전술, 전쟁'에 정통해야 한다고 언급하면서, 유럽식의 새로운 군사학을 적극적으로 수용할 것을 촉구하였다.
그러나 1742년 이후 정치적 이유로 오스만의 인쇄출판 활동은 중단되었으며, 후에 영국 외교관 제임스 매리오 매트러(James Mario Matra)는 필사본의 지나치게 비싼 가격을 진정시키기 위해 이스탄불에 다시 인쇄소를 세우려 시도하였으나 1779년 무산되고 말았다. 매트러는 이에 관련하여 쓴 글에서 과거 뮈테페리카가 직면했던 필경사들의 강력한 반대를 비롯한 정황을 언급하고 있다.
| “ | 60년 전 아흐메트 3세가 통치하던 혼돈스러웠던 시절 출판소 하나가 설립되었지요. 그렇지만 책을 찍어내며 돈을 벌던 이들은―아마 자신들의 사업이 완전히 파멸할지도 모른다고 분명히 이해했던 듯한데― 온 궁성이 두려움에 떨 정도로 시끄러웠습니다. 그들은 예니체리의 비호를 받고 있었기 때문에, 내란을 틈타 자리를 차지한 술탄은 자신의 자리가 위협받을지도 모른다고 생각했겠지요. 그리하여 술탄은 출판소를 탄압하였고, 《꾸란》, 순나, 기타 약간의 하찮은 수학 서적들보다 더 나은 책이라면 뭐든지 내다버렸던 것입니다. | ” |

현재 터키 공화국 이스탄불의 그랜드 바자르에는 뮈테페리카를 기려, 그 동상이 서 있다.

## 같이 보기
- 대분기
- 인쇄

## 참고 문헌
- Clogg, Richard (1979), "An Attempt to Revive Turkish Printing in Istanbul in 1779", International Journal of Middle East Studies 10 (1): 67–70
- Watson, William J. (1968), "İbrāhīm Müteferriḳa and Turkish Incunabula", Journal of the American Oriental Society 88 (3): 435–441